# Városháza (Tallinn)
A tallinni Városháza (észtül: Tallinna Raekoda) gótikus stílusú épület, amely a történelmi belváros részeként 1997 óta a világörökség egyik helyszíne.
A 13. század elején építették, majd 1402–1404 között átépítették. Ezt követően a torony kivételével külseje nem sokat változott. A tornyon "szélkakasként" egy 16. századi őr alakja áll, akit a helyiek Öreg Toomas (Vana Toomas) néven ismernek. Észak-Európa egyetlen fennmaradt gótikus stílusú városháza. A 64 méter magas toronyban található a Baltikum legrégibb harangja.

## További képek

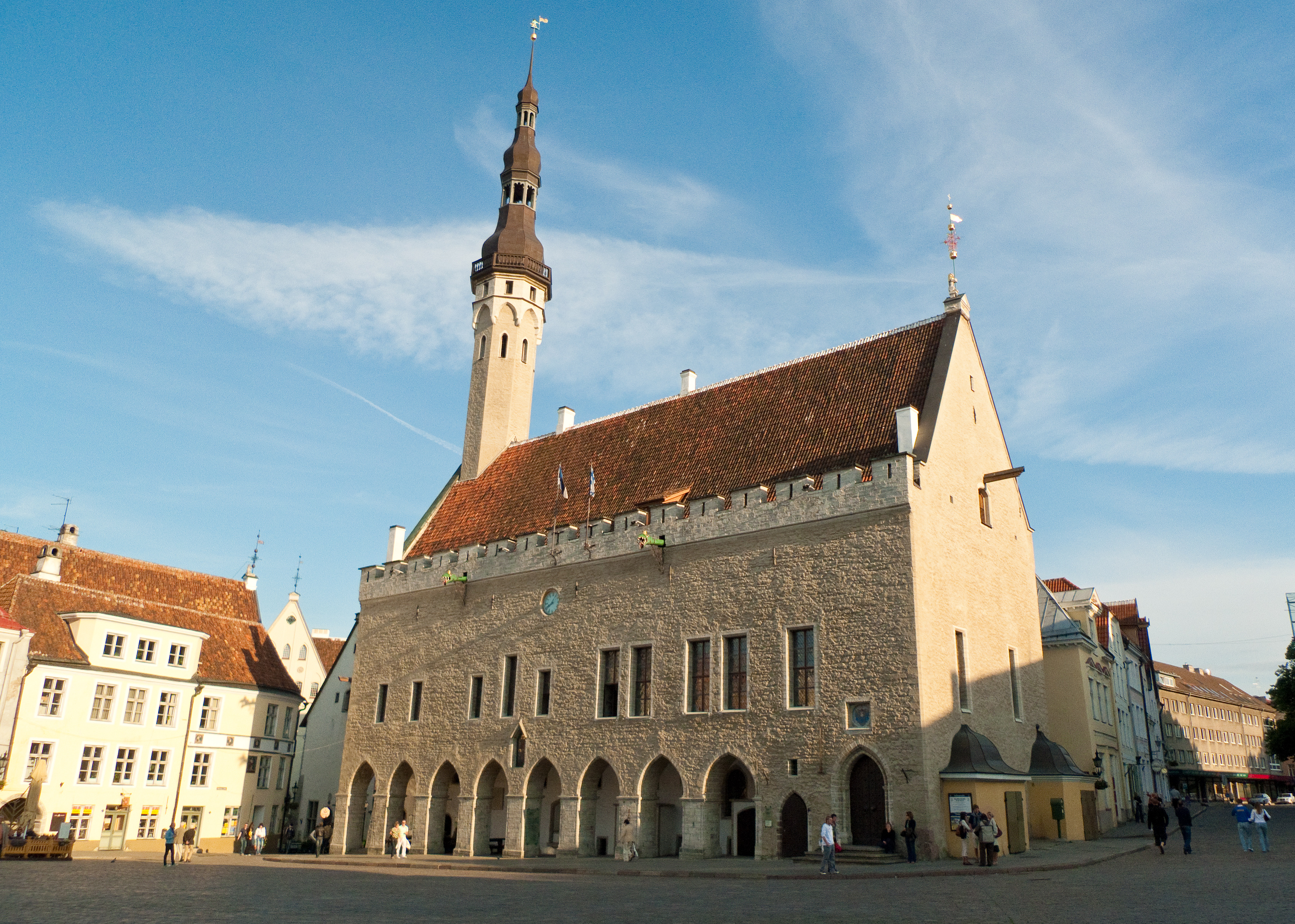
A Városháza a piactér felől
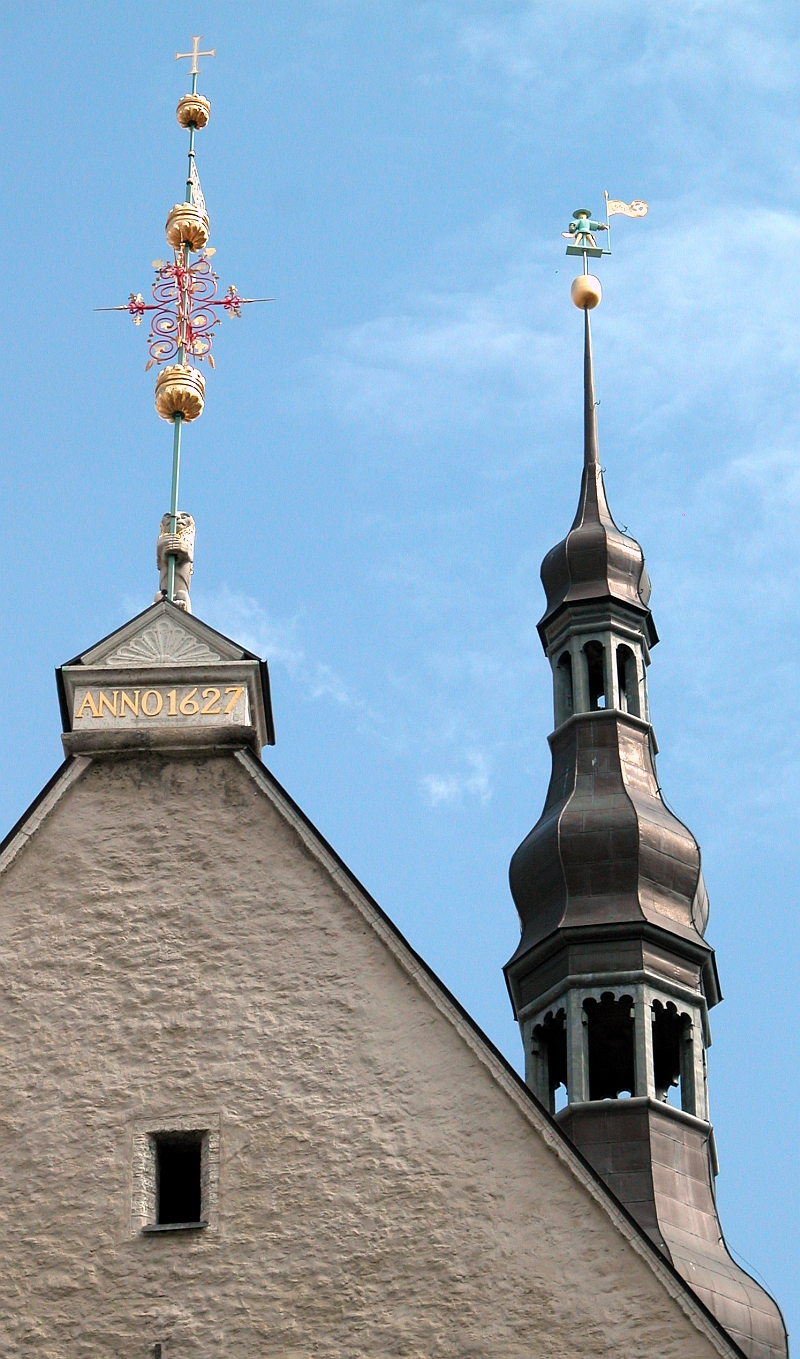
A háttérben a torony a szélkakassal
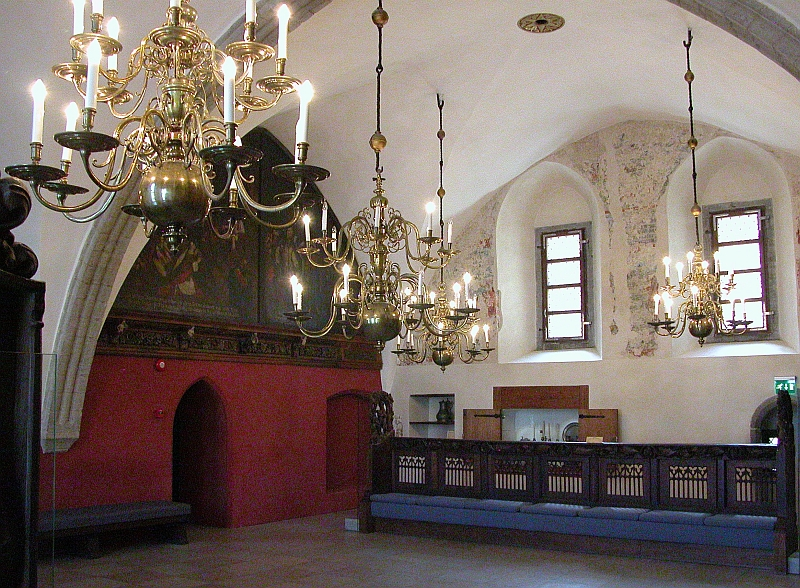
A Városháza egyik terme